# Nieuw Nickerie
Nieuw Nickerie es la tercera ciudad más grande de Surinam con una población estimada en 12 818. Es la ciudad capital del distrito de Nickerie, y el término del Enlace Este-Oeste.
Nieuw Nickerie se encuentra en la desembocadura del río Nickerie en la costa Atlántica, frente a la desembocadura del río Corentín (Corantijn) y la ciudad guyanesa de Corriverton (Springlands), a la que opera un servicio de ferry. Todavía se está planificando un puente entre Surinam y Guyana. Tiene su Aeropuerto, el Aeropuerto Major Henk Fernandes.

## Historia
En 1718, Dietzel se convirtió en la primera persona conocida en establecerse en la zona. En 1797, el gobernador Jurriaan de Friderici aprobó la primera plantación en Nickerie. Un gran número de colonos escoceses e ingleses llegaron a la zona durante la ocupación británica, y cultivaron principalmente algodón y café. Nieuw Nickerie se construyó en 1879 después de que el antiguo centro del distrito, Nieuw Rotterdam, fuera destruido por las inundaciones. Nieuw Nickerie se planeó originalmente en un pólder creado en 1869, pero se trasladó más adelante land. En la década de 1940 se construyó un dique para proteger el área.
El nombre Nickerie probablemente se basa en Neekeari, que Teenstra informó por primera vez en 1596 para una tribu de indígenas que vivía en el área. El nombre también aparece en El viaje de Robert Dudley a las Indias Occidentales, 1594-1595 de Robert Dudley.

## Economía
Las principales industrias son bananas y arroz. Nickerie es el mayor productor de arroz de Surinam. La ciudad contiene un mercado y varios hoteles, incluidos el Hotel Ameerali, el Hotel de President, el Hotel Tropical, el Hotel de Vesting y el Residence Inn. El primer hospital surinamés fuera de Paramaribo, Centro Médico Mungra, se encuentra en Annastraat en Nieuw-Nickerie.
Nickerie tiene un puerto, pero la profundidad de la entrada es de 3,7 metros y puede transportar barcos de hasta 6.000 toneladas. El puerto se mejoró en 2012, pero se mejorará aún más.
Nieuw Nickerie comienza a desarrollarse como zona turística. Hay bastantes hoteles en la ciudad, y la cercana Reserva Natural de Bigi Pan abrió oportunidades para el ecoturismo.

## Clima
Nieuw Nickerie tiene un límite clima de selva tropical (Köppen Af) justo antes de ser un clima monzónico tropical (Am). Un período claramente más seco ocurre de septiembre a noviembre, mientras que de mayo a julio son los meses más húmedos, aunque el clima es persistentemente incómodo, cálido y húmedo durante todo el año.